# Piercia occidentalis
Piercia occidentalis là một loài bướm đêm trong họ Geometridae.